# Tribunal de Lituanie

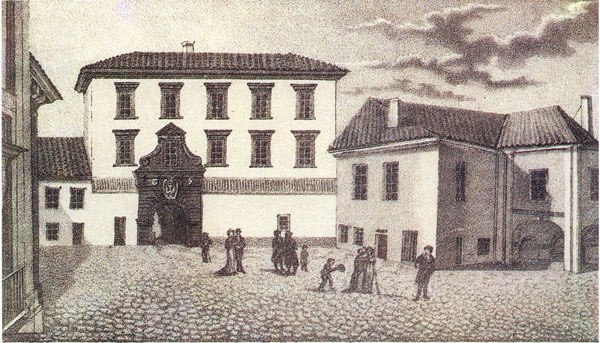
Palais du Tribunal lituanien (représenté ici en 1835) dans l'actuelle rue Pilies, à Vilnius.

Le Tribunal de Lituanie (Lietuvos Didžiosios Kunigaikštystės Vyriausiasis Tribunolas en lituanien, Trybunał Główny Wielkiego Księstwa Litewskiego en polonais) était la plus haute cour d'appel pour la noblesse du Grand-Duché de Lituanie. Il a été créé par le grand-duc de Lituanie et roi de Pologne Étienne Báthory en 1581 comme pendant lituanien du Tribunal de la Couronne du Royaume de Pologne, établi lui en 1578. Les juges en étaient élus parmi les nobles locaux, favorisant ainsi la liberté dorée de la noblesse. Le Tribunal a cessé d'exister après le troisième partage de la Pologne-Lituanie en 1795. Le bâtiment du tribunal de Lituanie a quant à lui été démoli en décembre 1836 – avril 1837.

## Établissement
Après les réformes juridiques de 1563-1564, les membres de la noblesse lituanienne reçurent le droit de faire appel au Grand-Duc. Cependant, la cour du Grand-Duc s'est rapidement retrouvée engorgée et il est devenu évident que des réformes étaient nécessaires. Les nobles eux-mêmes réclamaient une « cour suprême ». Le Tribunal fut officiellement établi le 1er mars 1581 ; sa première session eut lieu le 30 avril 1582. En effet, la réforme a établi une séparation des pouvoirs dans l'État : le Grand-Duc représentait le pouvoir exécutif, le Seimas le pouvoir législatif, et le Tribunal ainsi que les tribunaux inférieurs tenaient lieu de pouvoir judiciaire.

## Procédure

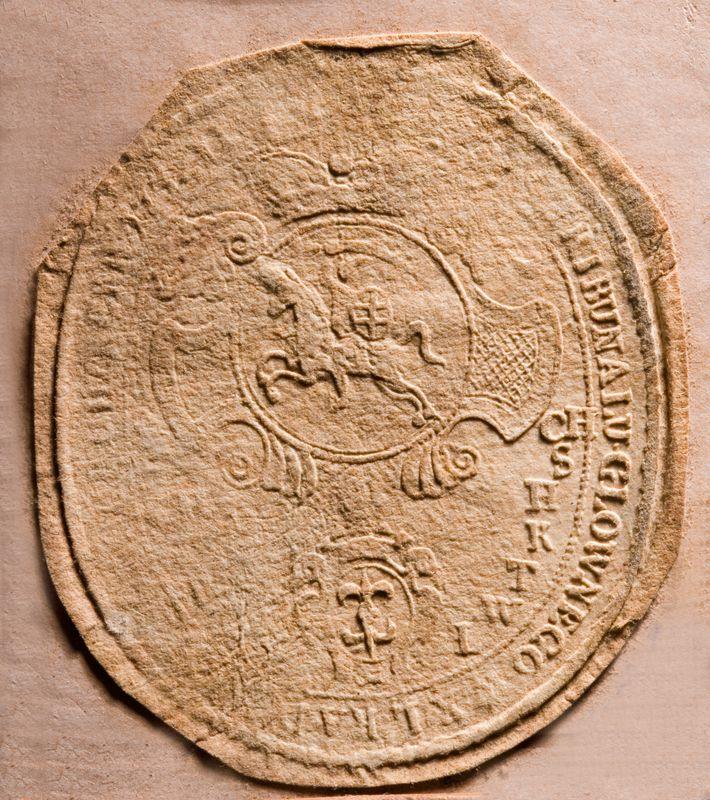
Sceau du tribunal

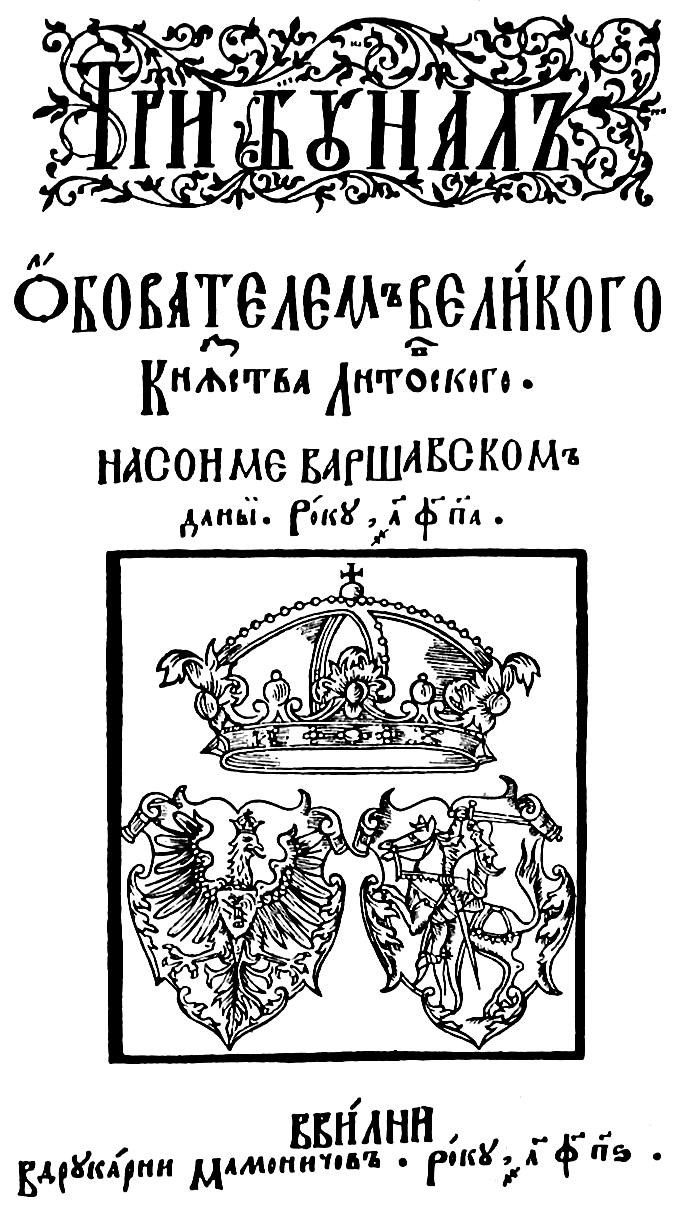
Livre du Tribunal, 1586

La Charte du Tribunal comportait 20 articles régissant ses procédures. Les juges, non rémunérés, étaient élus lors des assemblées locales de la noblesse (sejmiks) pour un mandat d'un an autour du 2 février. Initialement, les juges ne pouvaient être réélus qu'après deux ans, mais, en 1611, ce délai fut porté à quatre ans. Aucune formation ou connaissance juridique particulière n’était requise. Chaque voïvodie et chaque powiat ont fourni deux personnes pour un total de 42 à 49 juges. Les affaires étaient tranchées à la majorité simple. Le Tribunal avait juridiction sur la noblesse du Grand-Duché de Lituanie (le Duché de Samogitie, qui avait le privilège d'établir son propre tribunal, a choisi de rejoindre le Tribunal lituanien en 1588). Elle ne pouvait pas trancher les cas impliquant des paysans, des citadins, des membres du clergé ou des Juifs. Le Tribunal traitait les affaires civiles comme pénales. Plus tard, sa compétence a été élargie pour inclure les appels militaires et fiscaux et les affaires impliquant la mauvaise conduite des tribunaux de première instance.
Le Tribunal se réunissait d'abord quatre fois par an, puis deux fois par an, d'abord à Vilnius sur la place de la Cathédrale, puis également en alternance entre Minsk et Navahrudak. L'alternance des lieux perturbait le travail du tribunal, car le personnel, les documents et les archives devaient être déplacés fréquemment. Les séances duraient généralement environ cinq mois.
Le Tribunal ne disposait pas d’une institution capable de faire appliquer ses décisions, dont l'exécution était déléguée aux tribunaux de niveau inférieur. Par conséquent, malgré les pénalités et autres punitions pour désobéissance à ses décisions, le Tribunal avait peu de pouvoir réel et les nobles l'ignoraient fréquemment.